# Paul Albert Besnard

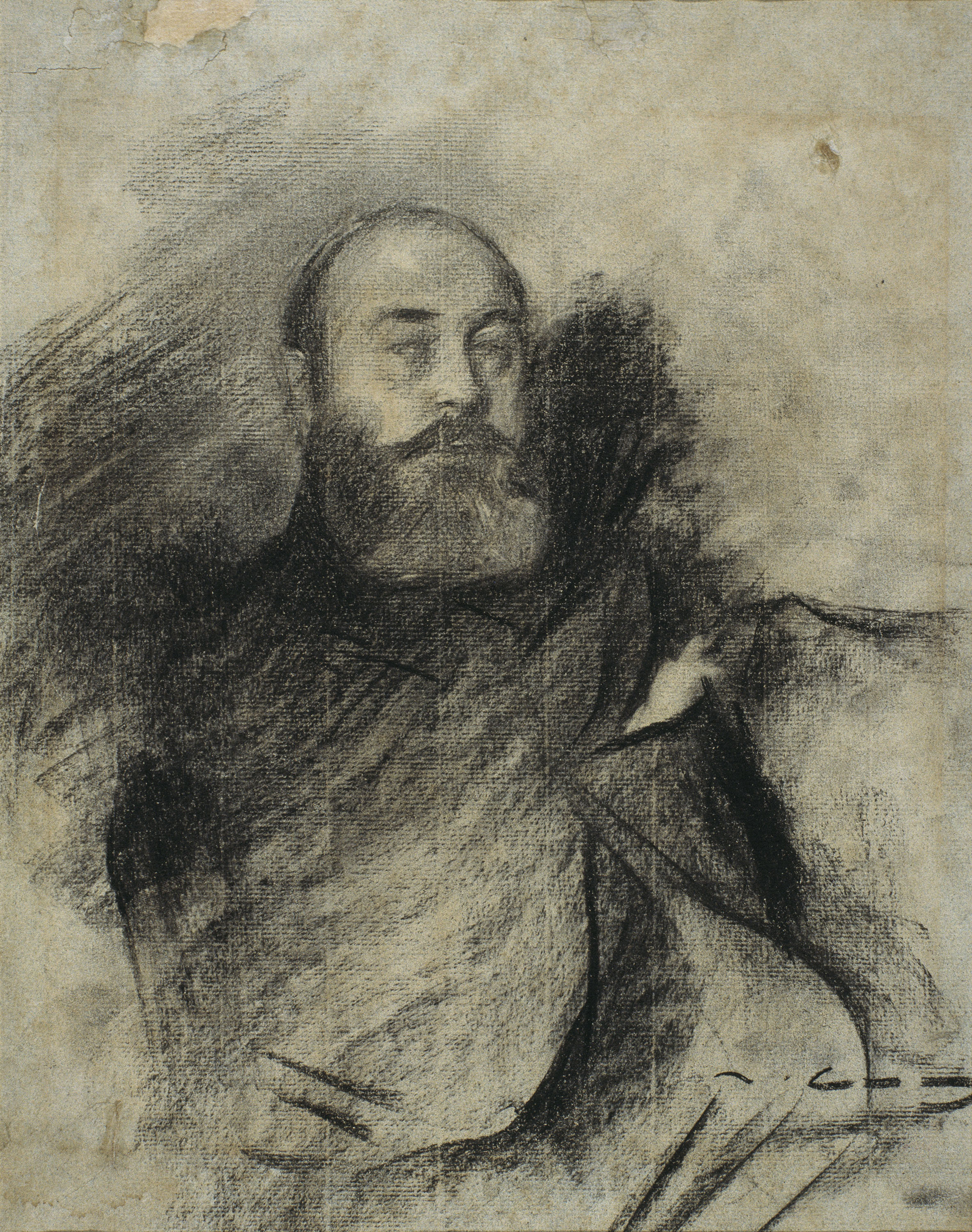
Besnard vist per Ramon Casas (MNAC).

Paul Albert Besnard (París 1849 - 1934) fou un pintor i gravador francès.
Autor d'importants decoracions murals, va conrear també el gènere del retrat i la tècnica del gravat. Així mateix va ostentar diversos càrrecs entre els quals destaca la direcció de l'École Nationale Supérieure des Beaux Arts de París (1922).